# Liste der Mitglieder des Landtages (Land Thüringen) (6. Wahlperiode)
Diese Liste gibt einen Überblick über alle Mitglieder des Landtages des Landes Thüringen in der 6. Wahlperiode (1932–1933). Die Wahl fand am 31. Juli 1932 statt, die Wahlbeteiligung betrug 85,12 %.

## Sitzverteilung
| Partei           | Stimmenanteil in % | Sitze    | Veränderung (Sitze) |
| ---------------- | ------------------ | -------- | ------------------- |
| NSDAP            | 42,49 %            | 26 Sitze | + 20 Sitze          |
| SPD              | 24,27 %            | 15 Sitze | - 3 Sitze           |
| KPD              | 16,13 %            | 10 Sitze | + 4 Sitze           |
| ThLB             | 8,35 %             | 6 Sitze  | - 3 Sitze           |
| DNVP             | 3,18 %             | 2 Sitze  | ±0 Sitze            |
| DStP und Zentrum | 1,87 %             | 1 Sitz   | ±0 Sitze            |
| DVP              | 1,80 %             | 1 Sitz   | - 4 Sitze           |

## Landtagsvorstand
- Landtagspräsident: Willy Marschler (NSDAP) bis 26. August 1932, Fritz Hille (NSDAP) ab 26. August 1932
- 1. Vizepräsident: Ernst von Thümmel (ThLB)
- 2. Vizepräsident: Fritz Hille (NSDAP) bis 26. August 1932, Paul Theuerkauf (NSDAP) ab 26. August 1932
- Alterspräsident: Ernst von Thümmel (ThLB) amtierend

## Mitglieder
| Name                   | Lebensdaten | Wahlvorschlag | Wahlkreis           | Anmerkungen |
| ---------------------- | ----------- | ------------- | ------------------- | --- |
| Rudolf Arnold          | 1896–1950   | KPD           | 3                   | |
| Fritz Barth            | 1902–1987   | SPD           | Landeswahlvorschlag | |
| Erwin Baum             | 1868–1950   | ThLB          | 1                   | Mandat niedergelegt am 16. Dezember 1932 (Nachfolger: Otto Keiser)                                                    |
| Heinrich Bichmann      | 1884–1945   | NSDAP         | 4                   | |
| Bruno Bieligk          | 1889–1969   | SPD           | 4                   | |
| Wilhelm Busch          | 1892–1968   | NSDAP         | 2                   | |
| Herbert Eckstein       | 1899–1980   | ThLB          | Landeswahlvorschlag | |
| Richard Eyermann       | 1898–1971   | KPD           | 3                   | |
| August Frölich         | 1877–1966   | SPD           | 2                   | |
| Fritz Gäbler           | 1897–1974   | KPD           | 2                   | |
| Willy Gebhardt         | 1901–1973   | KPD           | 1                   | |
| Hermann Gründler       | 1897–1973   | SPD           | 2                   | |
| Emil Hartmann          | 1868–1942   | SPD           | 4                   | |
| Karl Hartmann          | 1885–1959   | SPD           | Landeswahlvorschlag | |
| Friedrich Heilmann     | 1892–1963   | KPD           | 4                   | |
| Paul Hennicke          | 1883–1967   | NSDAP         | 1                   | |
| Emil Herfurth          | 1877–1951   | DNVP          | Landeswahlvorschlag | |
| Karl Hermann           | 1885–1973   | SPD           | 3                   | |
| Georg Heinrich Heuchel | 1890–1972   | ThLB          | 3                   | |
| Willy Heunsch          | 1884–1943   | ThLB          | Landeswahlvorschlag | |
| Max Heyn               | 1874–1963   | ThLB          | 4                   | |
| Fritz Hille            | 1882–1959   | NSDAP         | 3                   | |
| Arno Jahn              | 1897–n.e.   | NSDAP         | 3                   | |
| Rudolf Jobst           | 1901–1983   | DStP/Zentrum  | Landeswahlvorschlag | |
| Paul Junghanns         | 1879–1942   | NSDAP         | 4                   | |
| Richard Kahnt          | 1871–n.e.   | SPD           | 2                   | |
| Otto Keiser            | 1894–1978   | ThLB          | 1                   | Mandat angenommen am 21. Dezember 1932 mit Wirkung vom 1. Januar 1933, nachgerückt am 14. Februar 1933 für Erwin Baum |
| Paul Kieß              | 1894–1941   | SPD           | 1                   | |
| Leander Kröber         | 1902–1980   | KPD           | Landeswahlvorschlag | |
| Walter Kürzel          | 1892–1946   | NSDAP         | 3                   | |
| Paul Lärtz             | 1885–1967   | SPD           | 3                   | |
| Curt Ludwig            | 1902–1989   | NSDAP         | 1                   | |
| Hans Ludwig            | 1894–1943   | NSDAP         | 4                   | |
| Erich Mäder            | 1897–1934   | SPD           | 2                   | |
| Willy Marschler        | 1893–1952   | NSDAP         | 1                   | |
| Franz Metzner          | 1895–1970   | NSDAP         | 4                   | |
| Walter Ortlepp         | 1900–1971   | NSDAP         | 3                   | |
| Paul Papenbroock       | 1894–1945 1 | NSDAP         | 2                   | |
| Fritz Paschold         | 1888–1972   | NSDAP         | 2                   | |
| Rudi Peuckert          | 1908–1946   | NSDAP         | 2                   | |
| Georg Popp             | 1891–1959   | DNVP          | Landeswahlvorschlag | |
| Karl Reinhardt         | 1905–1968   | NSDAP         | Landeswahlvorschlag | |
| Josef Rösel            | 1902–1982   | KPD           | 4                   | nachgerückt am 24. September 1932 für Hermann Steudner                                                                |
| Karl Rompel            | 1888–1937   | NSDAP         | 3                   | |
| Emma Sachse            | 1887–1965   | SPD           | 2                   | |
| Fritz Sauckel          | 1894–1946   | NSDAP         | 1                   | |
| Erich Scharf           | 1908–1943   | KPD           | 4                   | |
| Fritz Schlusnus        | 1890–1939   | NSDAP         | 2                   | |
| Artur Schöneburg       | 1905–1959   | SPD           | 2                   | |
| Paul Seele             | 1895–1945   | SPD           | 1                   | am 30. März 1933 aus der SPD ausgeschieden                                                                            |
| Paul Spindler          | 1872–n.e.   | NSDAP         | 2                   | |
| Otto Stegmann          | 1878–1935   | SPD           | 1                   | |
| Hermann Steudner       | 1896–1986   | KPD           | 4                   | Mandat niedergelegt am 22. September 1932 (Nachfolger: Josef Rösel)                                                   |
| Erich Theilig          | 1886–1959   | NSDAP         | 4                   | |
| Paul Theuerkauf        | 1889–1945   | NSDAP         | 3                   | |
| Paul Thodte            | 1890–1983   | NSDAP         | 2                   | |
| Ernst von Thümmel      | 1871–1945   | ThLB          | 2                   | |
| Arno Voigt             | 1895–1986   | KPD           | Landeswahlvorschlag | |
| Friedrich Voigt        | 1892–1957   | NSDAP         | 4                   | |
| Fritz Wächtler         | 1891–1945   | NSDAP         | 1                   | |
| Otto Weber             | 1894–1973   | NSDAP         | Landeswahlvorschlag | |
| Georg Witzmann         | 1871–1958   | DVP           | Landeswahlvorschlag | |
| Richard Zimmermann     | 1876–1969   | KPD           | 1                   | |